# Gaston Lagaffe

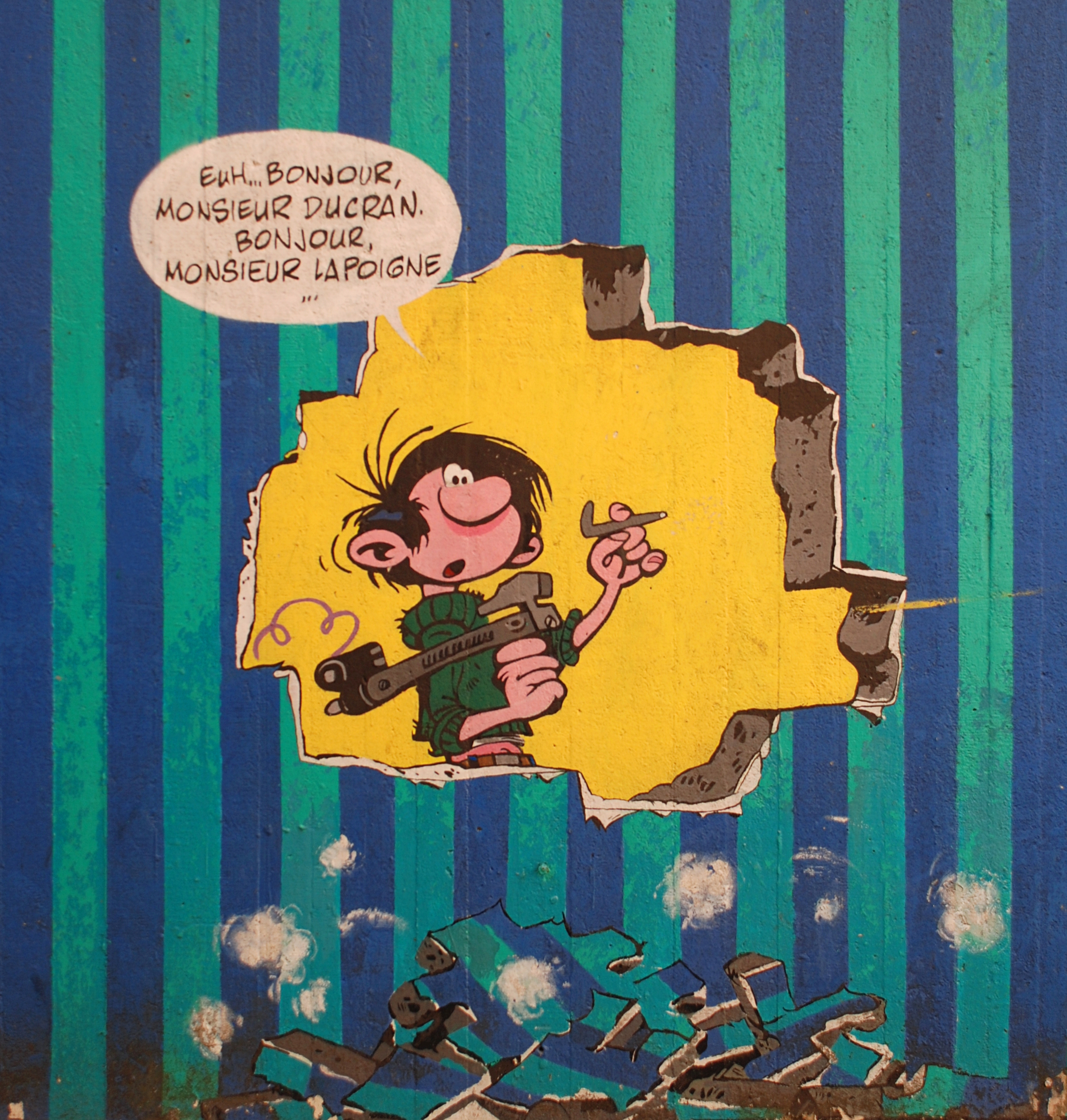
Pintura Mural de Gaston Lagaffe na rue des Wallons em Louvain-la-Neuve na Bélgica.

Gaston Lagaffe é uma personagem de banda desenhada franco-belga que foi criada por André Franquin, desenhador e argumentista de nacionalidade belga, nascido em 1924 e falecido em 1997. Em 28 de Fevereiro de 1957, Gaston aparece no n.º 985 do jornal de SPIROU, publicado em 28 de fevereiro de 1957, com a cumplicidade do argumentista Jidéhem. É um personagem que trabalha na redacção das edições do jornal Spirou.

## Descrição
Surge na redacção das edições do jornal Spirou sem nenhuma explicação, aparentemente inactivo, é contratado por uma pessoa que ele nem sequer se lembra. Ficou encarregue da manutenção e da vigilância dos extintores e consegue deitar-lhes fogo, no entanto, é integrado no jornal e denominado como um herói-sem-emprego.
É um “gaffeur” inveterado que semeia ventos e tempestades. São numerosas as invenções e gafes criadas por este preguiçoso, que faz tudo para não ter que trabalhar e impedir que os outros trabalhem - o correio sempre atrasado e que se acumula(até já consegui fazer um labirinto com o correio atrasado) - quando não está a dormir, está a inventar qualquer coisa que não seja trabalho.
Para catalogar o correio utiliza um método muito especial de micro perfurações, em que utiliza como instrumento um cacto. É também um defensor da natureza e dos animais, e como o apartamento aonde vive é pequeno, os seus animais vivem no escritório, um peixinho vermelho, Bubulle; alguns ratos que faz criação, um gato, Dingue: e uma gaivota, que são o terror dos colegas. Chegou ao ponto de levar para o escritório uma vaca que ganhou num concurso. Tem um carro Fiat 509 decorado com adesivos desportivos.
Como apreciador de música, gosta de tocar alguns instrumentos musicais, como a guitarra, o trombone,a tuba, chegando a construir um instrumento extraordinário, o “encrencofone”, que provocou muitas catástrofes (por exemplo deitar um prédio abaixo, ler "Gaffes e estragos").
É um grande apreciador de boa comida e inventor de alguns pratos gastronómicos, tais como, bacalhau com morangos, bacalhau com ananás, etc., arranjando sempre maneira de os cozinhar na hora do expediente.
Está sempre pronto para enganar o agente de polícia Longtarin e não ter que pagar os parquímetros ou as multas do estacionamento do carro.
Enfim, é um personagem único da banda desenhada franco-belga.

## Personagens
- Gaston Lagaffe: Herói, gaffeur, está apaixonado pela Mademoiselle Jeanne.

### Animais
- Gato Dingue: Animal de Gaston que vive na redacção do Jornal Spirou.
- Gaivota: Animal do Gaston que vive na redacção do Jornal Spirou.
- Peixe Bolinhas: Animal do Gaston que vive na redacção do Jornal Spirou.
- Ratos: Animais do Gaston que vivem na redacção do Jornal Spirou.

### Colegas do Jornal Spirou
- Fantásio: Aparece nas primeiras gafes de Gaston, é mais calmo e mais comprensivo que Prunelle face às gaffes do gaston.
- Spirou: Amigo chegado de Fantasio, aparece de vez em quando.
- Monsieur Dupuis: Baseado no verdadeiro editor Jean Dupuis. Só aparece duas vezes e em ambas só vemos as suas pernas.
- Mademoiselle Jeanne: Secretária da redacção, apaixonada pelo Gaston. Ela é a única no escritório que vê algo de bom nele. Aliás a sua cegueira por Gaston mostra o quanto o seu bom senso se assemelha ao de Gaston. No inicio é representada como pouco atraente mas com o passar do tempo, vai se tornando mais curvilinea e elegante, apesar de nunca ser uma rainha de beleza.
- Léon Prunelle: Chamado "Olhinhos" na versão da editora Arcadia. Vem substituir o Fantásio nas diligências de terminar um contrato com o Sr. Mesmaeker enquanto este está a trabalhar com o seu amigo Spirou. Utiliza a interjeição "Raisupartiça" (Raios o partissem) quando se enerva, embora mostre por vezes que possui sentido de humor (em francês "nom de Dieu").
- Yves Lebrac (Yvon Lebrac no inicio): Desenhador da redacção. Passa o tempo a namoriscar com as secretárias. Apesar de bom colega do Gaston, de vez em quando tem explosões de furia quando este interfere no seu trabalho. É o personagem com quem Franquin mais se identifica.
- Monsieur Boulier: Chefe económico da redacção. Representa o lado sério da redacção. Ele afirma que não descansará enquanto não eliminar todas as despesas inutéis da redacção, especialmente as do Gaston, no entanto as suas tentativas de o apanhar saem sempre frustradas! (a palavra Boulier significa literalmente abaco)
- Mademoiselle Yvonne: Secretária com um fraco por Lebrac.
- Mademoiselle Sonia: Secretária.
- Mademoiselle Suzanne: Secretária.
- Os irmãos Van Schrijfboek: O tradutor embigodado Bertje e o editor ruivo Jef.
- Mélanie Molaire: A senhora da limpeza.
- Jules Soutier: O porteiro da redacção. Mais uma vitima das sujeiras de Gaston.

Ocasionalmente, personagens reais do jornal Spirou fazem a sua aparição:
- Raoul Cauvin (Argumentista): Trabalha na fotocopiadora da redacção do Spirou (função que desempenhou na realidade).
- Yvan Delporte (Editor/Redactor): Também editor do Jornal Spirou.
- Franquin: O Autor aparece de vez em quando na série, sempre à procura de uma boa "gag".

### Amigos
- Jules (ou Júlio-da-Smith-em-frente): Amigo de Gaston que trabalha na casa Smith, em frente à redacção Spirou, um gaffeur como Gaston. Talvez sendo o seu amigo mais próximo, participa em inúmeras brincadeiras de Gaston.
- Bertrand Labévue: Outro gaffeur amigo de Gaston e também seu primo. Apesar de brincalhão Bertrand sofre de depressão aguda espelhando o mesmo problema com que Franquin se debatia. Gaston e Julio fazem o seu melhor para o animar, com comida, passeios ao ar livre entre outras peripécias engraçadas.
- Manu: Amigo de Gaston. Está constantemente a mudar de trabalho, muitas das vezes por culpa das gaffes de Gaston. Também participa nas ciladas para irritar o policia narigudo Longtarin.
- William Lapoire: Outro amigo de Gaston. A quem pede muitos conselhos e ajuda em questões de Bricolage. Também participa nos jogos desportivos da redacção do Spirou.
- O Inglês: Membro do grupo musical "Os Reis do Som" aonde toca bateria.
- O desenhador anónimo: Que nunca foi baptizado. Gaston costuma encontrar-se com ele na rua quando os seus desenhos são rejeitados pelo jornal Spirou. Franquim arrependeu-se de nunca ter explorado o personagem.
- O Bando dos Broncos - Formado pelo Gaston e seus amigos para praticarem as suas gaffes. Criaram também vários "projectos musicais":
- Les Moon Module Mecs, grupo que utiliza pela primeira vez o "broncophone".
- Les Rois des Sons, que tentam especializar-se no som vanguardista.
- A Orquestra de sabão,  onde conseguem tocar notas dentro de bolhas de sabão.

### Outros
- O agente Joseph Longtarin: Agente da policia que vigia o quarteirão onde a redacção se encontra e que tenta a todo o custo apanhar Gaston a violar a lei com as suas gaffes (Longtarin significa o "Nariz comprido").
- Ducran et Lapoigne: São associados de uma Empresa de Construção de Pontes que trabalham num dos andares junto *à redacção do Spirou, vitimas das invenções de Gaston (Lapoigne significa "pinça" ou "manápula").
- Monsier Aimé de Mesmaker: Homem de negócios, que pretende assinar contratos com a redacção do Spirou, mas que nunca consegue por causa das gafes de Gaston.
- Père Gustave: É um velho agricultor que vive com a sua mulher Maria. Ele tenta a pedido de Fantasio, pôr os citadinos Gaston e seu amigo Julio a trabalhar no campo para os disciplinar, mas arrepende-se sempre no final.
- Freddy-les-doigts-de-fée: Freddy dedos de fada é um ladrão que faz inúmeras tentativas de assalto à redacção mas que nunca saem certo devido aos perigosos objectos que Gaston inadvertidamente deixa espalhados pela redacção.

## Álbuns
- 0:  Gaffes et gadgets (©Editions Dupuis 1985)
- 1:  Gala des gaffes (©dEitions Dupuis 1963)
- 2:  Gare aux gaffes (©Editions Dupuis 1966)
- 3:  Gaffes à gogo (©Editions Dupuis 1964)
- 4:  Gaffes en gros (©Editions Dupuis 1965)
- 5:  Les gaffes d'un gars gonflé (©Editions Dupuis 1967)
- 6:  Des gaffes et des dégâts (© Franquin/Editions Dupuis 1968)
- 7:  Un gaffeur sachant gaffer (© Franquin/Editions Dupuis 1969)
- 8:  Lagaffe nous gâte (© Franquin/Editions Dupuis 1970)
- R1: Gala de gaffes à gogo (© Franquin/Editions Dupuis 1970)
- 9:  Le cas Lagaffe (© Franquin/Editions Dupuis 1971)
- 10: Le géant de la gaffe (© Franquin/Editions Dupuis 1972)
- R2: Le bureau des gaffes en gros (© Franquin/Editions Dupuis 1972)
- 11: Gaffes, bévues et boulettes (© Franquin/Editions Dupuis 1973)
- R3: Gare Aux Gaffes Du Gars Gonflé (© Franquin/Editions Dupuis 1973)
- R4: En direct de la gaffe (© Franquin/Editions Dupuis 1974)
- 12: Le gang des gaffeurs (© Franquin/Editions Dupuis 1974)
- 13: Lagaffe mérite des baffes (© Franquin/Editions Dupuis 1979)
- 14: La saga des gaffes (© Franquin/Editions Dupuis 1982)
- R5: Le lourd passé de Lagaffe (© Franquin/Editions Dupuis 1986)
- 15: Gaffe à Lagaffe!  (© Franquin/Editions Dupuis 1996)
- Gaston Biographie d'un Gaffeur, Dupuis 1965

## Álbuns editados em Portugal

### Editora Arcádia (com o nome de Gastão DaBronca)
- O Bando das Broncas, 1978
- Burrices Barracas e Broncas, 1978
- Dabronca dá Bota, 1981
- O Caso Dabronca, 1982 - Le cas Lagaffe

### Editora Meribérica (por ordem de edição)
- 6:  Gaffes E Estragos, 1989 - (© Franquin/Editions Dupuis 1968 - Des gaffes et des dégâts)
- 7:  Um Bronco Que Só Dá Bronca, 1989 - (© Franquin/Editions Dupuis 1969 - Un gaffeur sachant gaffer)
- 8:  Lagaffe Faz Das Suas, 1990 - (© Franquin/Editions Dupuis 1970 - Lagaffe nous gâte)
- 9:  O Caso Lagaffe, 1990 (© Franquin/Editions Dupuis 1971 - Le cas Lagaffe)
- 10: O Gigante do Disparate, 1991 - (© Franquin/Editions Dupuis 1972 - Le géant de la gaffe)
- 13: Lagaffe Só à Estalada, 1991 - (© Franquin/Editions Dupuis 1979 - Lagaffe mérite des baffes)
- 11: Gaffes, Broncas e Argoladas, 1992 - (© Franquin/Editions Dupuis 1973 - Gaffes, bévues et boulettes)
- 12: O Bando Dos Broncos, 1992 - (© Franquin/Editions Dupuis 1974 - Le gang des gaffeurs)
- 14: A Saga Das Gaffes, 1992 - (© Franquin/Editions Dupuis 1982 - La saga des gaffes)
- R2: O Escritório das Grandes Gaffes, 1994 - (© Franquin/Editions Dupuis 1972 - Le bureau des gaffes en gros)
- R3: Cuidado com As Gaffes Do Gabarola, 1995 - (© Franquin/Editions Dupuis 1973 - Gare Aux Gaffes Du Gars Gonflé)
- R1: Festival De Gaffes E Gargalhadas, Setembro de 1999 (© Franquin/Editions Dupuis 1970 - Gala de gaffes à gogo)
- 0:  Gaston 1, Abril de 2003 - (©Editions Dupuis 1985 - Gaffes et gadgets)

### Edições ASA/Jornal Público(reedição/2010)
- 1: Os Arquivos do Lagaffe
- 2: Gaffes em Barda
- 3: Gaffes de um Fanfarrão
- 4: Festival de Broncas
- 5: O Escritório vai abaixo
- 6: Calinadas do Calinas
- 7: Mais Gaffes do Lagaffe
- 8: Gaffes às Rajadas
- 9: De Gaffe em Gaffe
- 10: O ás das argoladas
- 11: O descanso do Trapalhão
- 12: Engenhocas do Lagaffe
- 13: Um bronco do piorio
- 14: Gaffes, argoladas e trapalhadas
- 15: É só broncos
- 16: Tabefes para o Lagaffe
- 17: Gaffes atrás de Gaffes
- 18: Resmas de Gaffes
- 19: Cuidado com o Lagaffe

## Adaptações
Filme
Em 1981, foi lançado um filme live-action francês baseado em Gaston Lagaffe, chamado Fais gaffe à la gaffe! Dirigido por Paul Boujenah e estrelado por Roger Mirmont.
Franquin, desconfortável com a perspectiva da adaptação de Gaston, deu permissão para que os elementos e piadas de seu trabalho fossem usados, mas não os personagens reais. Como resultado, os nomes dos personagens foram todos mudados, tornando o filme mais parecido com uma imitação do que uma adaptação adequada.
Videogame
Em 1987, foi lançado o  jogo M'enfin, publicado pela Ubisoft para o computador Amstrad CPC.
Televisão
Em 2009, foi lançada a série animada Gaston, produzida pelo estúdio francês Normaal Animation.